# Llista de partits polítics neozelandesos
Des de les eleccions de 2020 hi ha cinc partits polítics neozelandesos a la Cambra de Representants, i altres partits polítics registrats però no representats a la Cambra de Representants.

## Partits registrats i representats
Els següents partits estan registrats amb la Comissió Electoral i estan representats a la Cambra de Representants.
| Partit           | Líder(s)                      | Ideologia | Escons |
| ---------------- | ----------------------------- | --- | ------ |
| Partit Laborista | David Cunliffe                | És un partit centreesquerra i socialment progressista. És el partit més antic a Nova Zelanda actualment i el segon partit més gran a la Cambra de Representants.                                                                                            | 65     |
| Partit Nacional  | John Key                      | És un partit centredreta i socialment liberal. El partit més gran a la Cambra de Representants, ha estat tradicionalment l'oponent principal del Partit Laborista. Afavoreix un mercat d'economia mixta, impostos baixos i menys interferència legislativa. | 33     |
| ACT              | John Banks                    | És un partit liberal clàssic que afavoreix el mercat lliure, impostos baixos i incrementar les sentències criminals. Es veu a si mateix com un partit afavorint responsable i transparent.                                                                  | 10     |
| Partit Verd      | Metiria Turei i Russel Norman | És un partit verd amb significant influència ecologista d'esquerra. Afavoreix molt les polítiques progressistes. | 10     |
| Partit Maori     | Tariana Turia i Pita Sharples | És un partit basat amb els drets de la minoria maori, el poble indígena de la nació. Va començar el 2004 quan Tariana Turia va dimitir del Partit Laborista. Afavoreix el que veu com als drets i interessos del poble maori.                               | 2      |

## Partits registrats però no representats
Els següents partits, ordenats alfabèticament, són partits registrats amb la Comissió Electoral però que no han rebut prou vots per a ser representats a la Cambra de Representants.
| Partit                    | Líder(s)                    | Ideologia |
| ------------------------- | --------------------------- | --- |
| Nova Zelanda Primer       | Winston Peters              | És un partit centrista, populista i nacionalista. Els seus objectius principals són la reducció d'immigració, la reducció de pagaments del Tractat de Waitangi, incrementar les sentències criminals i fer públiques diverses companyies nacionals. |
| Unit Futur                | Peter Dunne                 | És un partit moderat i centrista amb orígens cristians. S'autodescriu com un partit basat en el «sentit comú». Es preocupa principalment amb polítiques sobre la família i polítiques socials.                                                      |
| Aliança                   | Kevin Campbell i Kay Murray | És un partit d'esquerra que afavoreix l'estat del benestar, l'educació gratuïta, l'ecologisme i els interessos maoris. |
| Legalització del Cànnabis | Michael Appleby             | És un partit que advoca per a la legalització del cànnabis. Aquesta és la plataforma principal, però comenta a més en altres temes que considera relacionats.                                                                                       |
| Libertarianz              | Richard McGrath             | És un partit liberalista llibertari dedicat al capitalisme laissez faire i a mantenir un govern petit. |
| Partit Conservador        | Colin Craig                 | És un partit socialment conservador que advoca per lleis i ordre més estricte. És fiscalment conservador. |
| Partit Democràtic         | Stephnie de Ruyter          | És un partit basat en la idea del crèdit social. El partit prèviament formava part de l'Aliança. |